# هلفيلة خادعة
هلفيلة خادعة (الاسم العلمي: Helvella fallax) هو نوع من الفطريات يتبع جنس الهلفيلة من الفصيلة الهلفيلية.